# Anthemus exertus
Anthemus exertus är en stekelart som beskrevs av Prinsloo och Neser 1989. Anthemus exertus ingår i släktet Anthemus och familjen sköldlussteklar. Inga underarter finns listade i Catalogue of Life.